# Shigellose
Shigellose is een infectie met een bacterie uit het geslacht Shigella. Deze vermenigvuldigt zich meestal in de darm.
Infectie met soorten van de staafvormige gramnegatieve Shigella-bacterie is een belangrijke oorzaak van dysenterie. Men loopt de aandoening vooral op in overbevolkte gebieden met gebrekkige hygiëne. Vooral kinderen lopen het risico op deze aandoening. Ze ontwikkelen vaak ernstige symptomen.
Na de besmetting met Shigellae heeft de patiënt buikpijn, koorts en bloederige mucopurulente diarree met slijm en pus, soms met een frequentie van 20-30x per dag. De ziekte is hevig maar meestal kortdurend en kent een incubatietijd van 1-4 dagen. Reeds 100-200 bacteriën kunnen via de handen, voedsel, besmette handdoek of via water een infectie veroorzaken. De Shigellae hechten zich aan de dikke darm vast aan de epitheelcellen en dringen de cellen binnen.
Om vast te stellen dat het inderdaad om een shigellose gaat moet de bacterie opgekweekt worden vanuit de ontlasting.
De behandeling bestaat voornamelijk uit het toedienen van voldoende vocht en zouten ter aanvulling van het verlies. Meestal herstelt de patiënt binnen een week zonder antibiotica. Antibiotica induceren bij shigella snel resistentie, vandaar is het beleid ontstaan om liever geen antibiotica te gebruiken. Als toch gekozen wordt voor medicatie (bij zeer jonge of zeer oude patiënten, bij een ernstige zieke of bij groot risico van besmetting van anderen) is het meest effectieve medicijn een fluorchinolon.
Middelen tegen diarree (zoals imodium) kunnen de infectie juist langer doen aanhouden, en worden bijgevolg niet aanbevolen.